# Nagadasaca
Nagadasaca ou Nagadasaka foi um rei de Mágada e o sexto e último imperador da Dinastia Harianka, reinado entre 437 a.C. e 413 a.C. Esta dinastia estendeu-se por um período de tempo que se prolongou entre o ano de 545 a.C. e o ano 413 a.C. Foi antecedido no trono por Munda e sucedido por Xixunaga o primeiro imperador da dinastia de Xixunaga.